# Pleurocryptella paguri
Pleurocryptella paguri är en kräftdjursart som beskrevs av M. Bourdon1979. Pleurocryptella paguri ingår i släktet Pleurocryptella och familjen Bopyridae. Inga underarter finns listade i Catalogue of Life.